# Decamerone

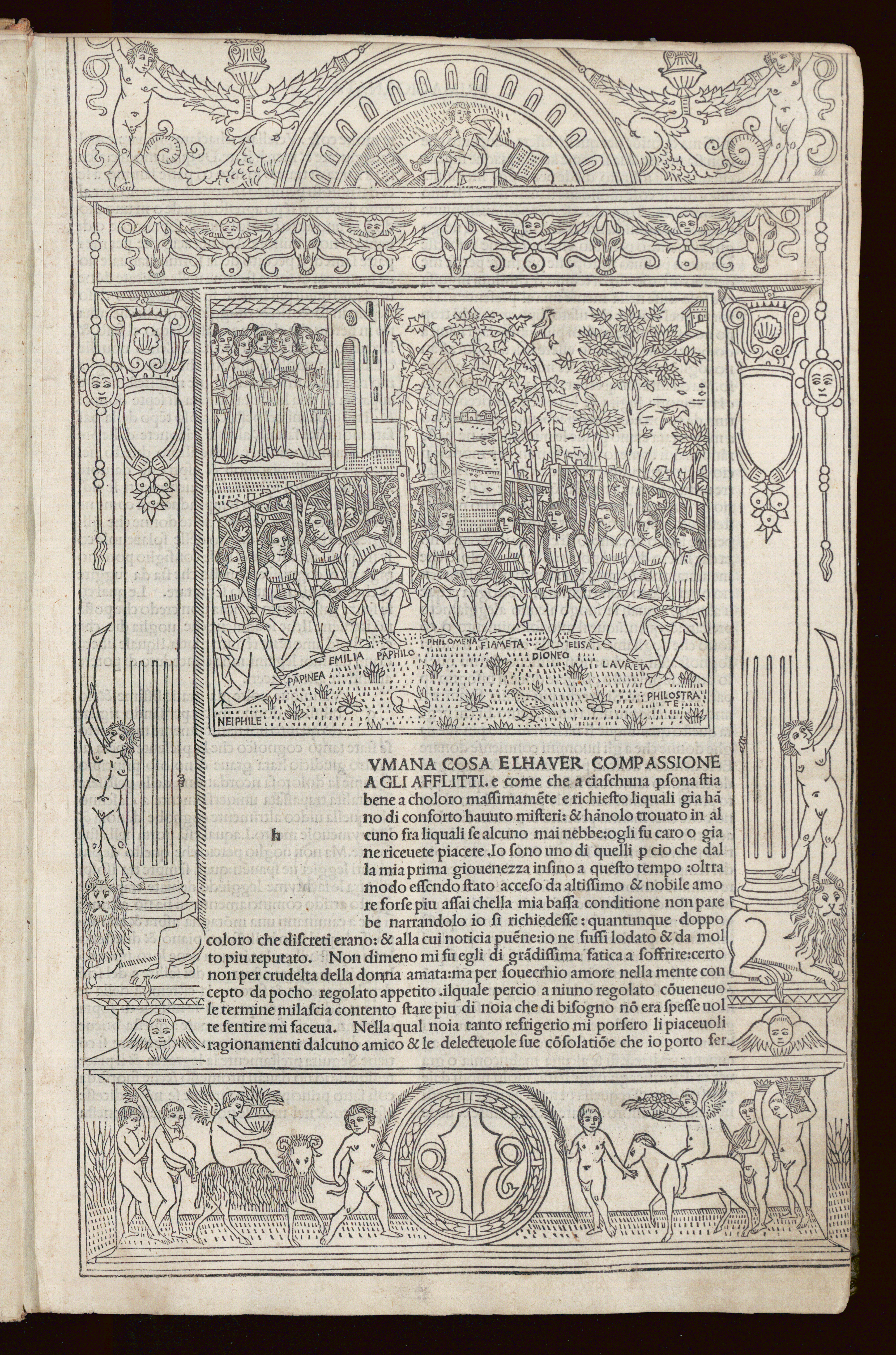
Decameron, 1492

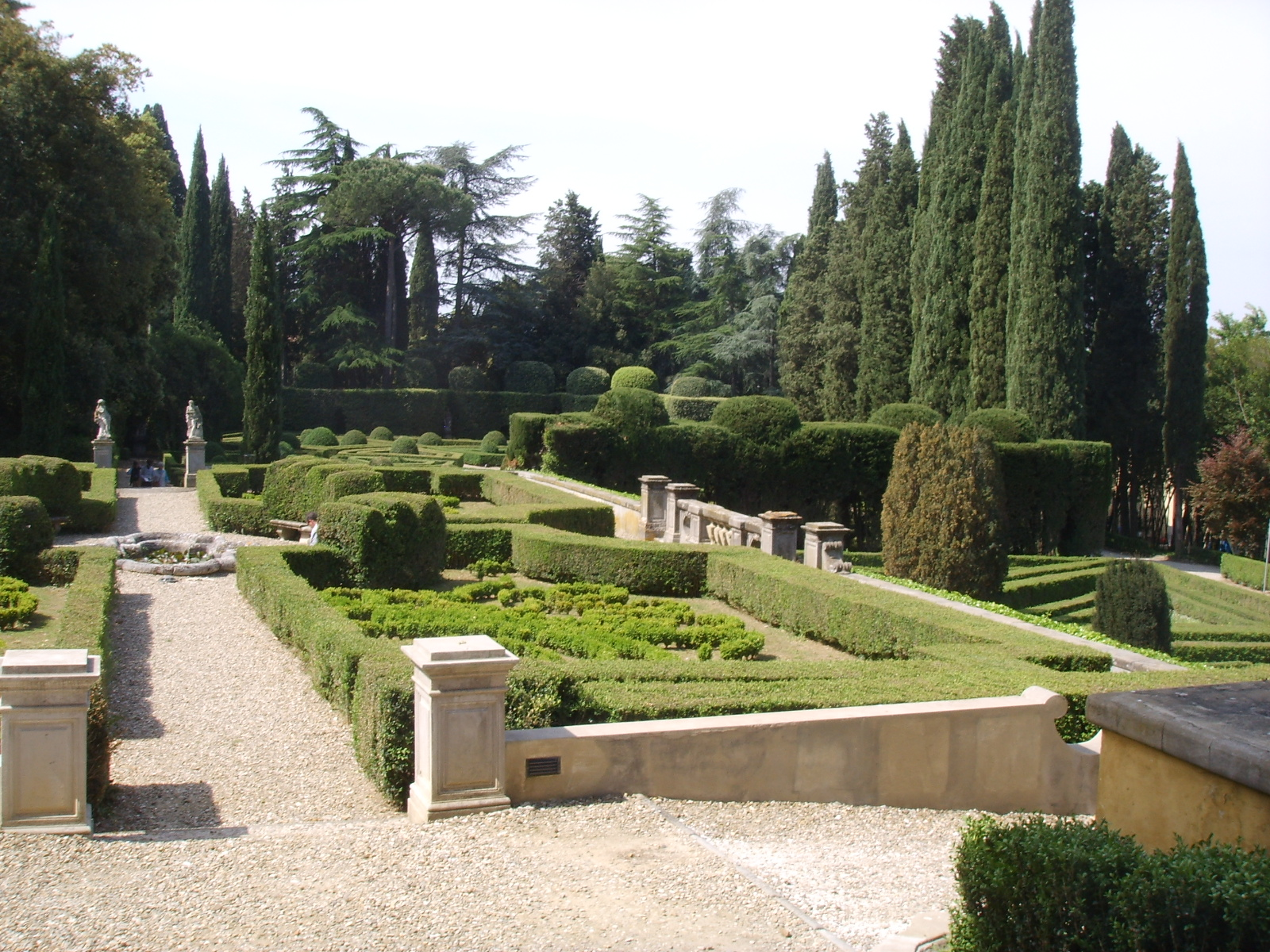
Garten der Villa Schifanoia in Fiesole bei Florenz

Das Dekameron (italienisch Il Decamerone, von griechisch δέκα déka „zehn“ und ἡμέρα hēméra „Tag“) mit dem Beinamen Principe Galeotto ist eine Sammlung von 100 Novellen von Giovanni Boccaccio. Die Abfassung erfolgte aller Wahrscheinlichkeit nach zwischen 1349 und 1353. Der Titel Decamerone bedeutet – in Anlehnung an das Griechische – „Zehn-Tage-Werk“. Es handelt sich um ein stilbildendes Werk der Renaissance, das zum Vorbild fast aller weiteren abendländischen Novellensammlungen wurde.

## Handlung
Die Rahmenhandlung verlegt Boccaccio in ein Landhaus in den Hügeln von Florenz (im Vorort Fiesole), drei Kilometer vom damaligen Stadtkern von Florenz entfernt. In dieses Landhaus sind sieben Frauen und drei junge Männer vor der Pest (Schwarzer Tod) geflüchtet, die im Frühjahr und Sommer des Jahres 1348 Florenz heimsuchte. Im Landhaus versuchen sich die Flüchtlinge gegenseitig zu unterhalten. Daher wird jeden Tag eine Königin oder ein König bestimmt, welcher einen Themenkreis vorgibt. Zu diesem Themenkreis hat sich nun jeder der Anwesenden eine Geschichte auszudenken und zum Besten zu geben. Jeder Tag wird mit dem Singen einer Kanzone beendet. Nach zehn Tagen und zehn mal zehn Novellen kehrt die Gruppe wieder nach Florenz zurück.

## Über das Werk

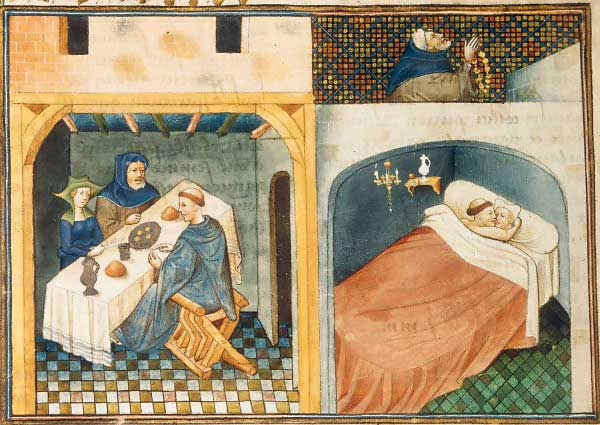
Buchmalerei aus dem 15. Jahrhundert zum Dekameron: Ein Mönch isst mit einem Ehepaar, danach schläft er mit der Frau, während der Mann betet

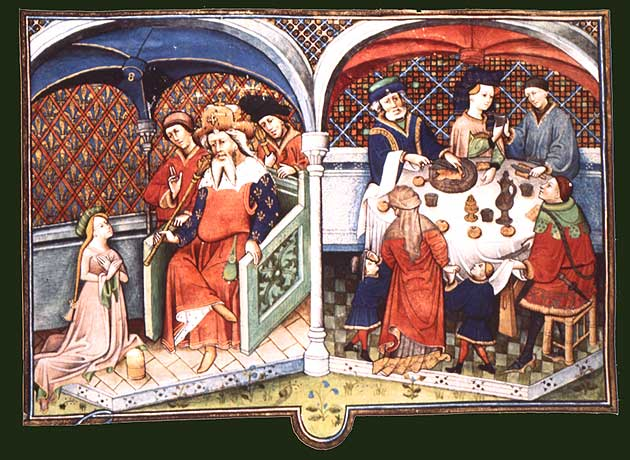
Flämische Illustration zum Dekameron, 1432 (Paris, Nationalbibliothek)

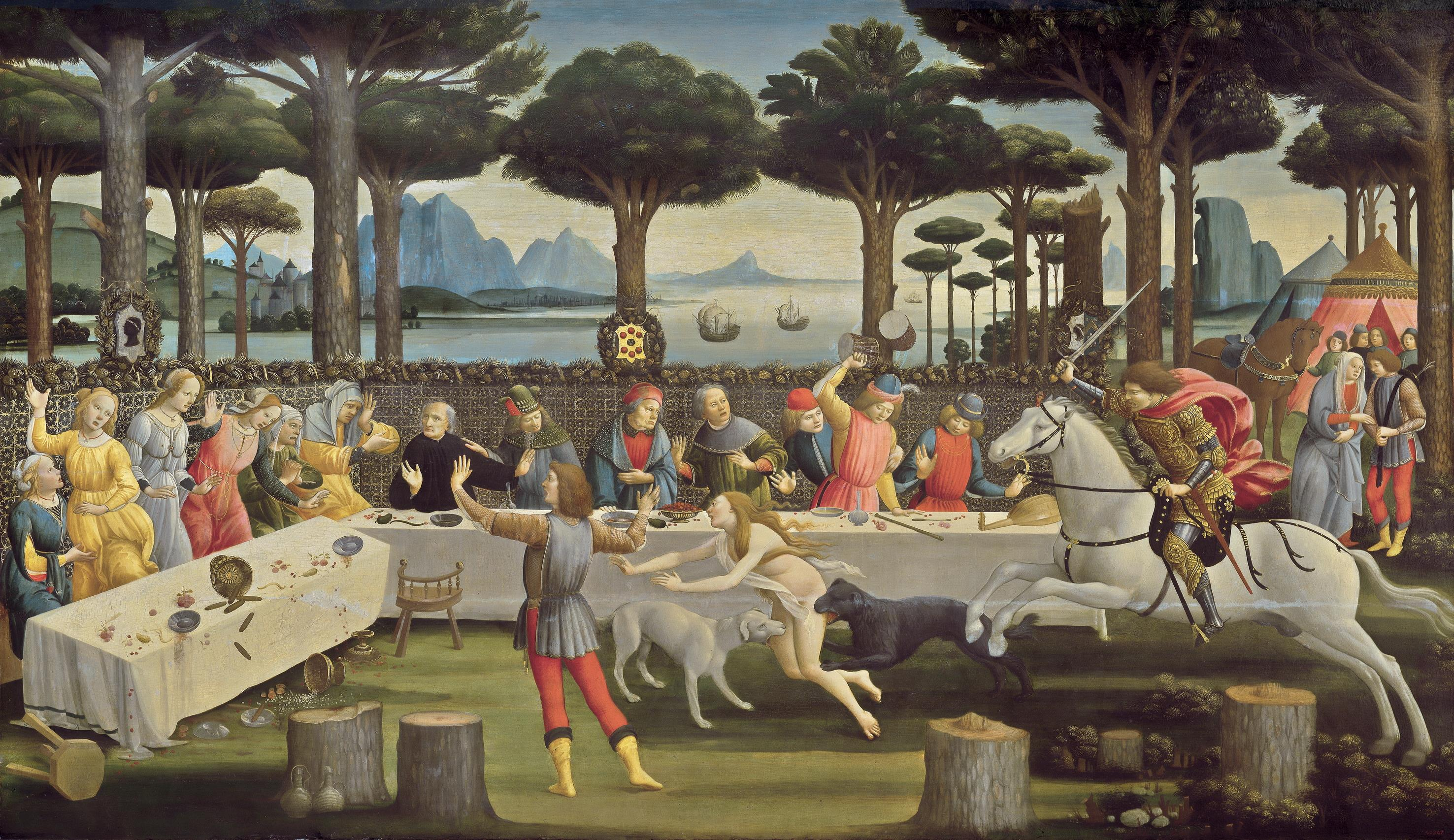
Sandro Botticelli, Gemälde zu einer Novelle aus dem Dekameron, 1487 (Madrid, Prado)

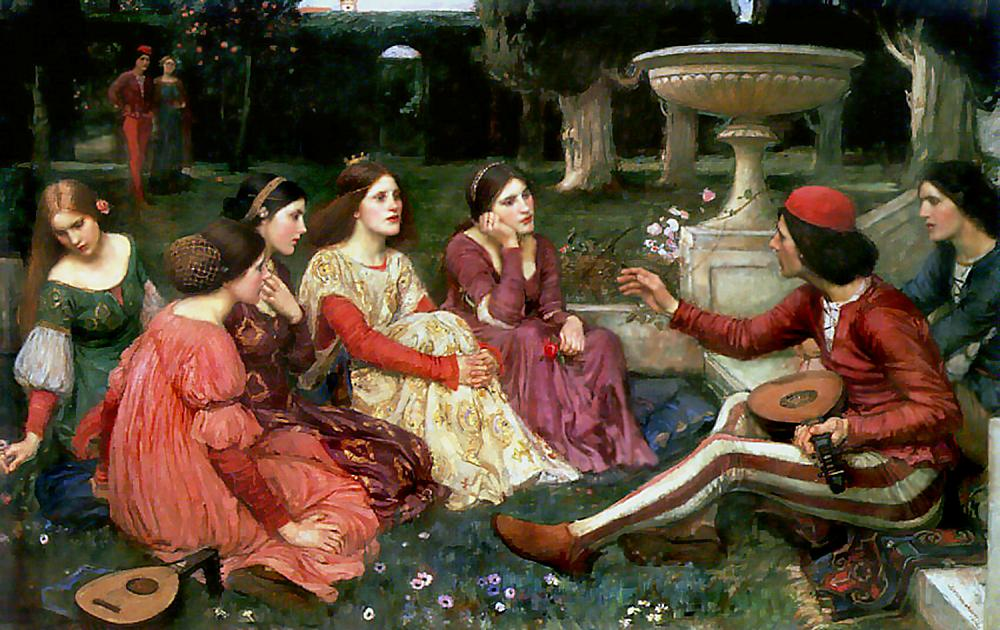
John William Waterhouse: Decameron (1916)

Der zyklische Aufbau des Werkes bezieht sich auf die Bedeutung der alten heiligen Zahl Zehn, die Bonaventura als numerus perfectissimus bezeichnet hatte, wobei vor allem Dantes Göttliche Komödie, die in hundert Gesänge gegliedert ist, als Vorbild diente.
Die Schilderung der Pest in Florenz ist realistisch und detailreich. Sie dient bis heute als historische Quelle über diese Epidemie. 
Das Werk von Boccaccio galt bis in das 20. Jahrhundert hinein immer wieder als anstößig. So entfernte etwa die amerikanische Zollbehörde obszöne Szenen der Novellensammlung, und erst ab 1931 hatten die einzelnen Bundesstaaten die Möglichkeit, über ein Verbot des Buchs selbst zu entscheiden.

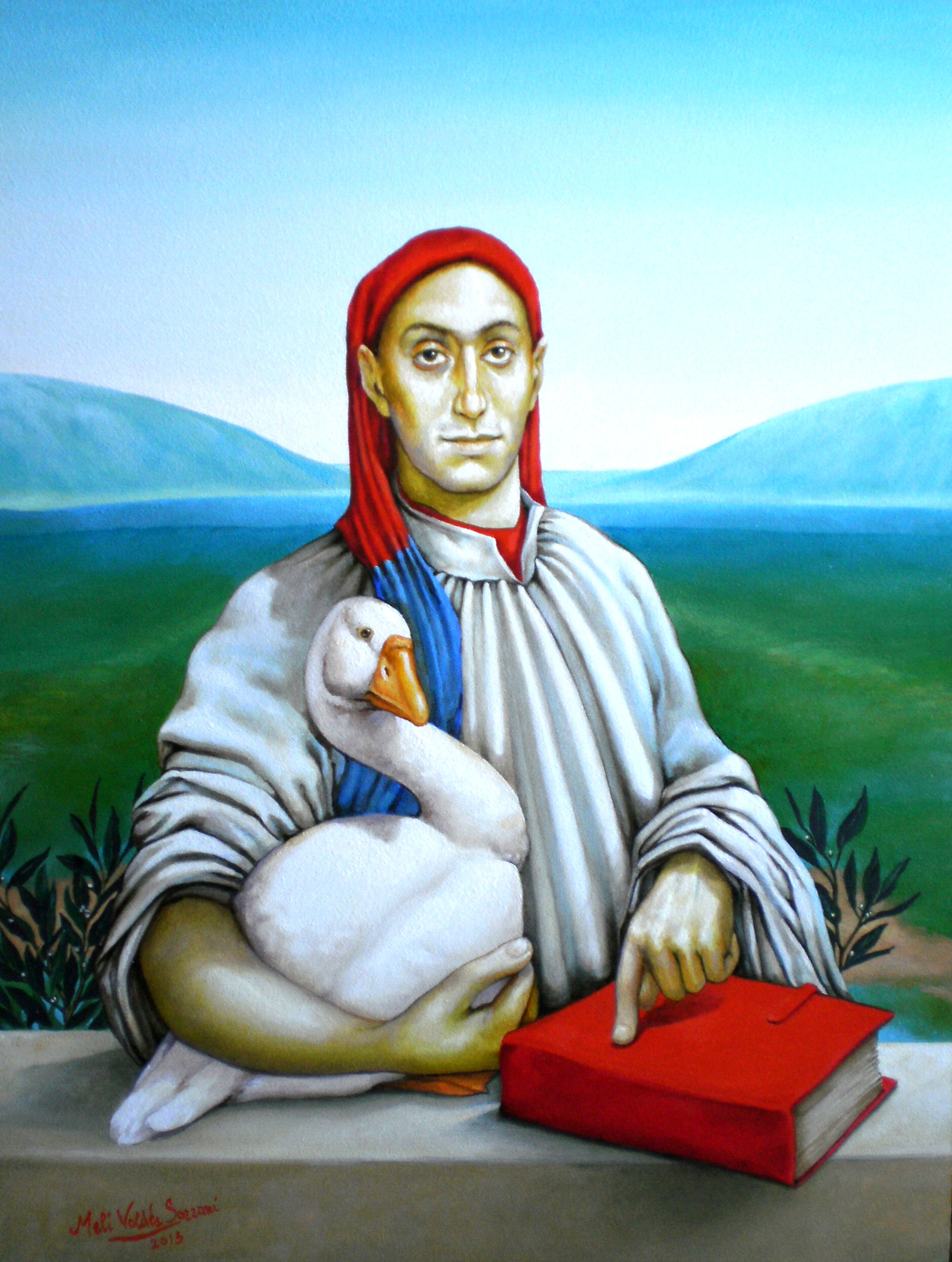
Vierter Tag – Apologo delle Papere (Apolog von den Gänsen), Gemälde von Meli Valdés Sozzani (2013)

Da Boccaccio selbst angibt, die Geschichten seien nicht von ihm erfunden, wurde intensiv nach den Quellen der einzelnen Erzählungen geforscht. Sie lassen sich auf die unterschiedlichsten Ursprünge und Überlieferungen zurückführen, wie auf antike Quellen, mittelalterliche, besonders französische Legenden- und Schwankliteratur oder ältere italienische Erzähltradition. Boccaccio erzählt aber nicht einfach nach, sondern er gestaltet seine Vorbilder vielfach um.
Das Landhaus, in dem Boccaccios Handlung angesiedelt ist, ist noch erhalten und befindet sich auf halbem Weg zwischen Florenz und Fiesole an der Via Boccaccio. Heute befindet sich dort ein Department des European University Institute.

## Wirkungsgeschichte
Bereits die Grammatiker und Rhetoriker der Renaissance waren der Ansicht, dass Boccaccios Dekameron ein Meisterwerk sei. Der Autor wurde zusammen mit Dante und Francesco Petrarca zum Wegbereiter und Vorbild für die eigenen Bestrebungen. Heute gilt das Dekameron unbestritten als Ursprung der italienischen Prosa überhaupt und als ein Werk, das die Weltliteratur nachhaltig beeinflusst hat. So wurde die Novellensammlung unter anderen von Geoffrey Chaucer (Canterbury Tales), Margarete von Navarra (Heptaméron), Giambattista Basile (Pentameron), Miguel de Cervantes (Novelas ejemplares), François Rabelais, Christoph Martin Wieland (Hexameron von Rosenhain), Johann Wolfgang von Goethe (Unterhaltungen deutscher Ausgewanderten), Gottfried Keller (Das Sinngedicht) und zahlreichen, heute weniger bekannten Autoren nachgeahmt. Goethe schätzte das Werk sehr und deutschte den Namen Boccaccios in „Boccaz“ ein. Die Romantiker würdigten ebenfalls die Novellensammlung besonders und wurden zu eigenen Werken angeregt, so zum Beispiel Honoré de Balzac mit seinen im späten Mittelalter spielenden Tolldreisten Geschichten. Stoffe einzelner Erzählungen benutzten William Shakespeare (Cymbeline und Ende gut, alles gut), Hans Sachs, Jonathan Swift und Josef Viktor Widmann. Die Figur des Melchisedech und das Motiv der drei Ringe, die nicht mehr zu unterscheiden sind (I.3), liegt der Ringparabel in Gotthold Ephraim Lessings Drama Nathan der Weise zugrunde. Carlo Gozzi übersetzte eine französische Bühnenbearbeitung der neunten Geschichte des vierten Tages ins Italienische.

## Ausgaben
- Venedig 1470
- Florenz 1470

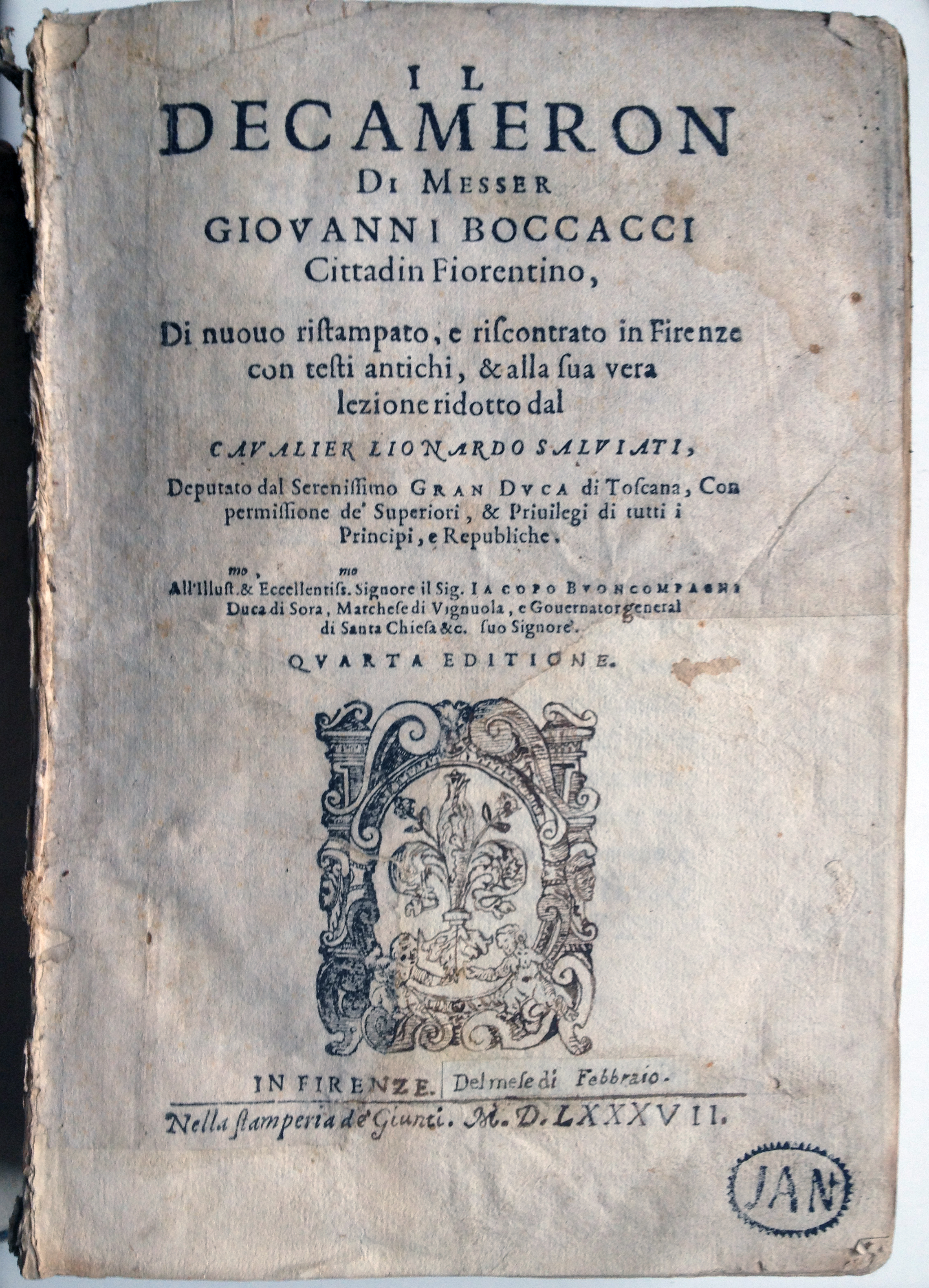
Il Decameron Di Messer Giovanni Boccacci, Florentiner Ausgabe von 1587

- Venedig 1471 (verbesserte Ausgabe)
- Mantua 1472
- Venedig 1492 (enthält G. Squarciafico: Vita di Giouan Bocchaccio da Certaldo; mit Illustrationen)
- Valladolid 1539 (spanische Übertragung)
- Florenz 1587[7]
- Prag 1899 (deutsche Erstausgabe ist die vollständige Übersetzung von Gustav von Joanelli, Verlag von Alois Hynek, Prag, 3 Bände)
- Turin 1980, herausgegeben von V. Branca (mit Bibliographie und Kommentaren)

## Deutsche Übersetzungen
Ältere Ausgaben
- Hie hebt sich an das puch von seinem meister In greckisch genant decameron (Übersetzung von Arigo[8]), Ulm ca. 1476 (Digitalisat in der BSB), Neudruck Stuttgart 1860 (hier noch irrtümlich Heinrich Steinhöwel zugeschrieben; Digitalisat in der Google-Buchsuche)
- Der Decameron des Boccaz. Aus dem Italiänischen neu übersezt. [Der Übersetzer August Gottlieb Meißner wird nicht genannt, sondern ist Adressat (!) einer mit „Ihr wärmster Freund U.“ unterzeichneten Widmungsvorrede.] 4 Bde., St. Petersburg 1782–84[9][10]
- Das Decameron des Boccaccio. Von D. W. Soltau. 3 Bde., Berlin 1803[11] (Neuausgabe von 1874 in einem Band – Internet Archive)
  - Giovanni Boccaccio’s Dekameron. Aus dem Italienischen von D. W. Soltau. Auswahl [25 Novellen ohne Rahmenhandlung]. München o. J. (archive.org)
- Boccaccio’s Dekameron. Zum ersten Mal vollständig übersetzt von Dr. W. Röder.[12] (= Italienische Classiker. Boccaccio’s sämmtliche Romane und Novellen). Stuttgart 1840 (Bde. 1 u. 2) und 1842 (Bde. 3 u. 4).
- Das Dekameron von Boccaccio. Neu übersetzt von Ernst Ortlepp (= Bibliothek des Frohsinns). Stuttgart 1841 (Teil 1: I-1. bis II-5 Anf. – Internet Archive, Teil 2: II-5 Forts. bis III-2 Anf. – Internet Archive, Teil 3: III-2 Forts. bis IV-1 Anf. – Internet Archive).
- Das Dekameron von Boccaccio. Aus dem Italienischen übersetzt von Karl Witte. 3 Bde., Leipzig 1843 (Teil 1 – Internet Archive, Teil 2, Teil 3).
- Boccaccio’s Dekameron und Fiammetta. Ins Deutsche übersetzt von Gustav Diezel. 3te durchgesehene und theilweise neu übersetzte Auflage. Die Poesien sind in dieser Auflage von Herm. Kurz übertragen. 4 Teile, Stuttgart 1855 (Teil 1–2, Teil 3–4[13]).
- Das Dekameron. Aus dem Italienischen übertragen von Albert Wesselski. 3 Bde. Insel, Leipzig 1912 (Band 1 – Internet Archive, Band 2 – Internet Archive und Band 3 – Internet Archive).
- Der Decamerone. Deutsch von Heinrich Conrad in fünf Bänden mit den Kupfern und Vignetten von Gravelot Boucher und Eisen der Ausgabe von 1757. [Ab Erste Geschichte/Erster Tag weitgehend identisch mit der Übersetzung von Karl Witte von 1843.] München; Leipzig 1912–13 (Band 1 – Internet Archive, Band 2 – Internet Archive, Band 3 – Internet Archive, Band 4 – Internet Archive, Band 5 – Internet Archive).
- Das Dekameron. Aus dem Italienischen übersetzt von Ruth Macchi. Nachdichtung der Verse der ersten drei Tage von August Wilhelm Schlegel, der Verse der folgenden Tage von Karl Witte. Hamburg 1958; Augsburg 1999
- Das Decameron. Nach der Übertragung von August Gottlieb Meißner bearbeitet von Johannes von Guenther. München 1924; Neubearbeitung, mit 50 Holzschnitten von Fritz Richter: Bertelsmann, Gütersloh 1966
- Das Dekameron des Giovanni Boccaccio. Übersetzung von Ruth Macchi nach der von Charles S. Singleton besorgten kritischen Ausgabe. Illustrationen von Werner Kann. Leipzig 1989

Aktuelle Ausgaben
- Giovanni Boccaccio: Das Dekameron, mit Werkbeitrag aus Kindlers Literatur-Lexikon (Originaltitel: Il Decamerone, übersetzt von Karl Witte). Ungekürzte Ausgabe (= Fischer TB. 90006). Fischer, Frankfurt am Main 2008, ISBN 978-3-596-90006-0.
- Giovanni Boccaccio: Dekameron. Ausgewählt, übersetzt und bearbeitet von Klabund, Anaconda, Köln 2010, ISBN 978-3-86647-549-6.
- Giovanni Boccaccio: Das Dekameron. Originaltitel: Il Decamerone, übersetzt von Karl Witte, durchgesehen von Helmut Bode. Mit einem Nachwort und einer Zeittafel von Winfried Wehle (= Winkler Weltliteratur. Blaue Reihe). Artemis & Winkler, Düsseldorf/Zürich 2005, ISBN 978-3-538-06998-5.
- Giovanni Boccaccio: Das Dekameron (Originaltitel: Il Decamerone, übersetzt von Christian Kraus). Dörfler, Utting 2007, ISBN 978-3-89555-490-2.
- Giovanni Boccaccio: Decameron. Zwanzig ausgewählte Novellen, italienisch/deutsch, übersetzt und herausgegeben von Peter Brockmeier, mit Bibliographie und Literaturverzeichnis (= RUB Reclams Universal-Bibliothek Band 8449). Reclam, Stuttgart 2010, ISBN 978-3-15-008449-6
- Giovanni Boccaccio: Das Decameron. Mit den Holzschnitten der venezianischen Ausgabe von 1492. Aus dem Italienischen übersetzt, mit Kommentar und Nachwort von Peter Brockmeier. Reclam, Stuttgart 2012, ISBN 978-3-15-010853-6.

Hörbuch
- Giovanni Boccaccio: Das Decamerone. Gekürzte Lesung mit Gert Westphal, Uwe Friedrichsen, Ingeborg Kallweit, Maria Körber, Thessy Kuhls, Joachim Nottke und Ernst-August Schepmann (10 CDs, Laufzeit 11h 47). Der Hörverlag, München 2013, ISBN 978-3-8445-1324-0[14]

## Bearbeitung als Hörspiel
- Das Dekameron. Hörfolge nach dem Novellenzyklus des Giovanni Boccaccio (5 Doppelfolgen). Für das Radio neu erzählt von Regine Ahrem. Musik: Carlo Actis Dato. Regie: Gottfried von Einem. Mit Suzanne von Borsody, Désirée Nosbusch, Witta Pohl, Otto Sander u. a. [Produktion: Radio Bremen 2000] (2 Audio-CDs, Der Hörverlag, Hamburg 2009, ISBN 978-3-89903-956-6).[15]

## Verfilmungen
Schon zu Stummfilmzeiten ein beliebter Stoff, erlebten Filme mit Decamerone im Titel nach dem Erfolg von Pasolinis Meisterwerk einen ungeahnten Boom. Innerhalb weniger Monate wurden zahlreiche Filme in die meist italienischen Kinos gebracht.
- 1911: Il Decamerone, Regie: Gennaro Righelli
- 1924: Dekameron-Nächte, Regie: Herbert Wilcox
- 1936: Boccaccio, Regie: Herbert Maisch
- 1953: Boccaccios große Liebe (Decameron Nights), Regie: Hugo Fregonese
- 1964: Archanděl Gabriel a paní Husa, Tschechoslowakei, Regie: Jiří Trnka
- 1969: Decameron '69, Regie: Bernand Clarens u. a. (Episodenfilm)
- 1970: Decameron (Film), Regie: Pier Paolo Pasolini
- 1971: Trügerische Liebesspiele (Hry lasky salive), Regie: Jiří Krejčík
- 1972: Decamerone – Abenteuer der Wollust (Decameron n. 2… Le altre novelle del Boccaccio…), Regie: Mino Guerrini
- 1972: Decameron n° 3 – Le più belle donne del Boccaccio, Regie: Italo Alfaro
- 1972: Decameron proibitissimo – Boccaccio mio statte zitto…, Regie: Marino Girolami
- 1972: Africa-Erotica (Il Decamerone nero), Regie: Piero Vivarelli
- 1972: Hattu Keuschheitsgürtel muttu knabbern (Il decamerone proibito – le altre novelle del Boccaccio), Regie: Carlo Infascelli
- 1972: Beffe, licenze et amori del Decamerone segreto, Regie: Giuseppe Vari
- 1972: Hemmungslos der Lust verfallen (Sollazzevoli storie di mogli gaudenti e mariti penitenti – Decameron nº 69), Regie: Joe D’Amato
- 1974: ABC der Liebe, DDR-Fernsehserie
- 2007: Virgin Territory, Regie: David Leland
- 2015: Das Dekameron, Regie: Paolo Taviani & Vittorio Taviani
- 2017: The Little Hours, Regie: Jeff Baena
- 2024: The Decameron, Netflix-Serie von Kathleen Jordan